# 藤村鼓乃美
藤村鼓乃美（日语：／ Fujimura Konomi，1987年11月20日—）是日本的女性聲優、歌手、作詞家，福岡縣出身。血型B型。一二三所屬。

## 人物
福岡音樂專門學校與AIR AGENCY聲優養成所畢業。
曾獲得第2回全日本動畫歌曲大賞福岡預選大會的準優勝，並參加過決勝比賽。
於2011年8月《聲優綜藝節目 SAY!YOU!SAY!ME!》內的環節「聲優偶像團體企劃」中被拔擢為新人聲優團體「OneLittleKiss」的一員出道。

## 演出作品
※粗體字為主要角色。

### 電視動畫
2011年
- （電話播音）

2012年
- Campione 弒神者！（女子A）
- OneLittle喫茶（喵）

2013年
- 玉子市場（BOOKS雛菊、同學、女學生、柚季、女中學生、舞棒社學妹）
- 黑子的籃球（女子）
- 萌萌侵略者 OUTBREAK COMPANY

2014年
- 犬貓時間 47都道府犬R&喵麵（那個）
- 噗嗶啵～來自未來～（小惠）

2015年
- 雙槍激鬥（女高中生）
- 吹響吧！上低音號（中川夏紀[6]）

2016年
- 吹響吧！上低音號2（中川夏紀[7]）

2018年
- 雷頓不可思議偵探社：卡特莉的解謎事件簿（女性店員）

2019年
- 碧藍航線（那珂）

2023年
- 冰劍的魔術師將要統一世界（蒂娜·塞拉）

### 劇場版動畫
2013年
- 怪俠佐羅利 守護恐龍蛋（戈爾）

2014年
- 玉子愛情故事（舞棒社二年級生）

2016年
- 劇場版 吹響吧！上低音號～歡迎加入北宇治高中管樂團～（中川夏紀）

2017年
- 劇場版 吹響吧！上低音號～想傳達的旋律～（中川夏紀）

2018年
- 莉茲與青鳥（中川夏紀[8]）

2019年
- 劇場版 吹響吧！上低音號～誓言的終章～（中川夏紀）

2021年
- 扶桑花女孩之舞

2023年
- 特別篇 吹響吧！上低音號～合奏團競賽篇～（中川夏紀[9]）

### 遊戲
2013年
- 蒼穹的Sky Galleon（九尾狐[10]、薇兒丹蒂、蘭達[11]、瑪亞特）

2014年
- 我家公主最可愛（夏家姬 神奈·艾斯弗拉格）
- 里見八犬傳 八珠之記（伏姬[12]）
- 里見八犬傳 濱路姬之記（伏姬[13]）
- 美少女COSPLAY大戰（羽生翔子、老鷹塔莉卡）
- Heroes Placement（小林智乃、大堂寺千惠美）

2015年
- 里見八犬傳 村雨丸之記（伏姬[14]）
- 蒼穹的Sky Galleon（史希吉妮[15]）
- 九十九姬[16]

2016年
- 合奏女孩！！（長町八重[17]）

2019年
- 苍翼默示录 交叉组队战 2.0（妮奥波莉坦）

### 廣播劇CD
2012年 
- 文豪系列「文豪的神明」
- 文豪系列第1卷「我們是文豪」（女僕）

## 外部連結
- 事務所公開簡歷 （页面存档备份，存于）（日語）
- 個人BLOG （页面存档备份，存于）（日語）
- 藤村鼓乃美的X（前Twitter）（日語）